# Pachychelonus maximus
Pachychelonus maximus är en stekelart som beskrevs av Herbert Zettel 2002. Pachychelonus maximus ingår i släktet Pachychelonus och familjen bracksteklar. Inga underarter finns listade i Catalogue of Life.